# Peștera La Adam
Peștera La Adam este un monument al naturii aflat în nord-estul satului Gura Dobrogei, făcând parte din Rezervația naturală Gura Dobrogei, județul Constanța, România. 

## Istorie
Existența peșterii a fost de lung timp, numai în 1995 primele studii au fost realizate aici. Începând cu anul 1995, când au fost scoase aici la iveala cinci pietre cioplite, aflate odinioară în componența unui altar al Zeului Mitras, sau Zeul Luminii. Pe lângă numeroasele fosile descoperite pe o suprafață de 5 hectare din zona peșterii, cea mai importantă – un molar care aparține lui Homo sapiens fossilis, cu o vechime de 100.000 de ani. 

## Așezare
La 40 de km de Constanța, în nord-estul satului Gura Dobrogei, la est comuna Târgușor, GPS: 44°27’51″ N, 28°28’17″ E. 